# ياسمين سايلار
ياسمين سايلار (بالتركية: Yasemen Saylar)‏ مواليد 7 سبتمبر 1990 في إسطنبول، هي لاعبة كرة سلة تركية. بدأت مسيرتها الاحترافية في سنة 2006. تلعب في الدوري التركي لكرة السلة للسيدات كلاعب هجوم خلفي. يبلغ طولها 5 قدم 10 بوصة (1.8 م).

## الإنجازات
- الدوري التركي لكرة السلة للسيدات
  - الوصافة (2): 2007-08، 2009–10
- كأس تركيا 
  - الفوز (1): 2009-10
- كأس رئيس تركيا
  - الفوز (1): 2007-08
- كأس أوروبا لكرة السلة للسيدات
  - الفوز (1): 2008-09
- كأس السوبر الأوروبية لكرة السلة للسيدات
  - الوصافة (1): 2009

## روابط خارجية
- ياسمين سايلار على موقع الاتحاد الدولي لكرة السلة (الإنجليزية)
- ياسمين سايلار على موقع كرة السلة الأوروبية.كوم (الإنجليزية)
- ياسمين سايلار على موقع بروبوليرز (الإنجليزية)